# Małyje Arabuzi
Małyje Arabuzi (ros. Малые Арабузи) – wieś (dieriewnia) w Rosji, w Czuwaszji, w rejonie batyriewskim. W 2010 liczyła 423 mieszkańców.